# Франсуа Гаво
Франсуа Гаво (фр. François Gavot, пол. Franciszek Gavot, лат. Franciscus Gavot; 22 серпня 1766, Matenkur, Франція — 19 січня 1830, Лаваль, Франція) — педагог, професор Полоцької єзуїтській академії. 

## Біографія
Вступив до Товариства Ісуса 18 січня 1812 року, професор французької мови і літератури (1813—1815, 1817—1818, 1819—1820) і префект гуртожитку (1815—1818) у Полоцькій єзуїтській академії, професор французької мови в єзуїтській колегії в Орші (1818—1819).
Після вигнання єзуїтів з Російської імперії (1820), як і багатьох інших французів (наприклад, Д. Рікардо, С. Гентіл та ін.), поїхав на батьківщину. Працював у єзуїтських колегіях Амьєна (1820—1822) і Бордо (1822—1824). 8 травня 1823 року дав чернечі обітниці. Останні роки життя перебував у місії єзуїтів у Лавалі (1824—1830). Помер 19 січня 1830 року.